# Micel
Micél (množina micéli) je skupek (ali supramolekulska tvorba) površinsko aktivnih molekul, dispergiranih v tekočem koloidu. Tipičen micel v vodni raztopini tvori skupek, sestavljen iz hidrofilnih glav, ki so v stiku z okolico topila, in hidrofobnih repkov v sredini micela. Ta faza je posledica pakiranjskega obnašanja enorepih lipidov v dvosloju.
Težave s polnjenjem vse prostornine v notranjosti dvosloja in hkratno omogočanje dovoljšne površine glavam, ki ga prisili hidratacija lipidne glave, vodi do nastanka micela. Ta vrsta micela je znana kot normalnofazni micel (micel olje v vodi). Inverzni miceli imajo glave v središču z repi navzven (micel voda v olju).
Miceli so približno okrogle oblike. Možne so tudi druge oblike, vključno z elipsoidi, valji in dvosloji. Oblika in velikost micela sta odvisni od geometrije njegovih površinsko aktivnih molekul in od pogojev v raztopini, kot so površinsko aktivna koncentracija, temperatura, pH in ionska moč. Procesu oblikovanja micelov pravimo micelizacija in je sestavni del faznega obnašanja mnogih lipidov glede na njihov polimorfizem. 

## Uporaba
Ob prisotnosti površinsko aktivnih snovi, ki presega kritično micelno koncentracijo, ti lahko delujejo kot emulgatorji, ki omogočijo, da se snov, ki je drugače netopna ( v uporabljenem topilu) raztopi. To se zgodi, ker se netopna snov vgradi v središče micela, ki je samo po sebi raztopljeno v večini topila zaradi interakcij zunanje plasti micela (glav) z topilom.
Najpogostejši primer tega so detergenti, ki se uporabljajo za raztapljanje sicer slabo topnih lipofilnih snovi (kot so olja in voski), ki jih sicer sama voda ne odstrani.
Nastanek micelov je izredno pomemben tudi v človeškem telesu, saj omogočajo absorpcijo vitaminov, topnih v maščobah, in kompleksnejših lipidov iz tankega črevesja.
Tehnologija micelov se uporablja tudi v farmaciji za dostavo zdravilnih učinkovin na tarčna mesta.